# Andersonia simplex
Andersonia simplex är en ljungväxtart som först beskrevs av Stschegl., och fick sitt nu gällande namn av George Claridge Druce. Andersonia simplex ingår i släktet Andersonia och familjen ljungväxter. Inga underarter finns listade i Catalogue of Life.